# Diego Rosa (piłkarz)
Diego da Silva Rosa (ur. 22 marca 1989 w Campo Grande) – brazylijski piłkarz występujący na pozycji pomocnika.

## Kariera piłkarska
Od 2009 roku występował w EC Juventude, CR Vasco da Gama, Ponte Preta, ASA, ABC, Paulista, CRB, Penapolense, Luverdense, Montedio Yamagata, EC Bahia i Atlético Goianiense.